# Lucille Ricksen
Lucille Ricksen (22 de agosto de 1910 - 13 de marzo de 1925) fue una actriz cinematográfica estadounidense de la época del cine mudo.

## Biografía
Su verdadero nombre era Lucille Ericksen, nació en Chicago, Illinois. Ricksen inició su carrera como modelo infantil profesional. En 1920 llegó con su madre, Ingeborg, a Hollywood, California, a solicitud de Samuel Goldwyn, quien la eligió inmediatamente para trabajar con once años de edad en un serial cómico titulado The Adventures of Edgar Pomeroy. El serial se componía de unos doce episodios, y estaba basado en las narraciones de Booth Tarkington, con el actor Edward Peil Jr. en el papel de 'Edgar'. 
Tras dejar la serie de Edgar Pomeroy, Ricksen fue elegida en 1922 para trabajar en la comedia dirigida por Stuart Paton The Married Flapper, frente a Marie Prevost y Kenneth Harlan, con lo cual se apuntalaba la carrera de la actriz, con trece años entonces.
En 1922, Ricksen firmó un contrato con el actor y director Marshall Neilan, quien la eligió para trabajar en un film que obtuvo un éxito económico y de crítica, el drama The Stranger's Banquet, frente a Claire Windsor y Hobart Bosworth. 
Lucille Ricksen pasó los primeros años veinte actuando en numerosas y notorias películas. Una de sus mejores interpretaciones fue su papel de 'Ginger' en el film de 1923 dirigido por John Griffith Ray Human Wreckage, el cual era una cinta enfocada a la prevención del consumo de drogas, producida e interpretada por Dorothy Davenport, cuyo marido en la vida real, el actor del cine mudo Wallace Reid, había fallecido a causa de su adicción a la morfina en enero de ese mismo año.
Entre 1920 y 1925, la actriz brillaría frente a algunos de los más populares actores de la era muda, tales como Conrad Nagel, James Kirkwood, Sr., Jack Pickford, Louise Fazenda, Laura La Plante, Anna Q. Nilsson, Blanche Sweet, Bessie Love, Cullen Landis y Patsy Ruth Miller. A menudo Ricksen interpretaba personajes que eran mucho mayores que ella, obteniendo alabanzas del público y de la industria por su madurez en el manejo de temas adultos. En 1924, con catorce años, Lucille Ricksen fue nombrada una de las WAMPAS Baby Stars, una campaña promocional subvencionada por la Western Association of Motion Picture Advertisers de los Estados Unidos, la cual premiaba anualmente a las trece jóvenes actrices más prometedoras del momento. Otras actrices nombradas ese año fueron Dorothy Mackaill y Clara Bow.

## Muerte prematura

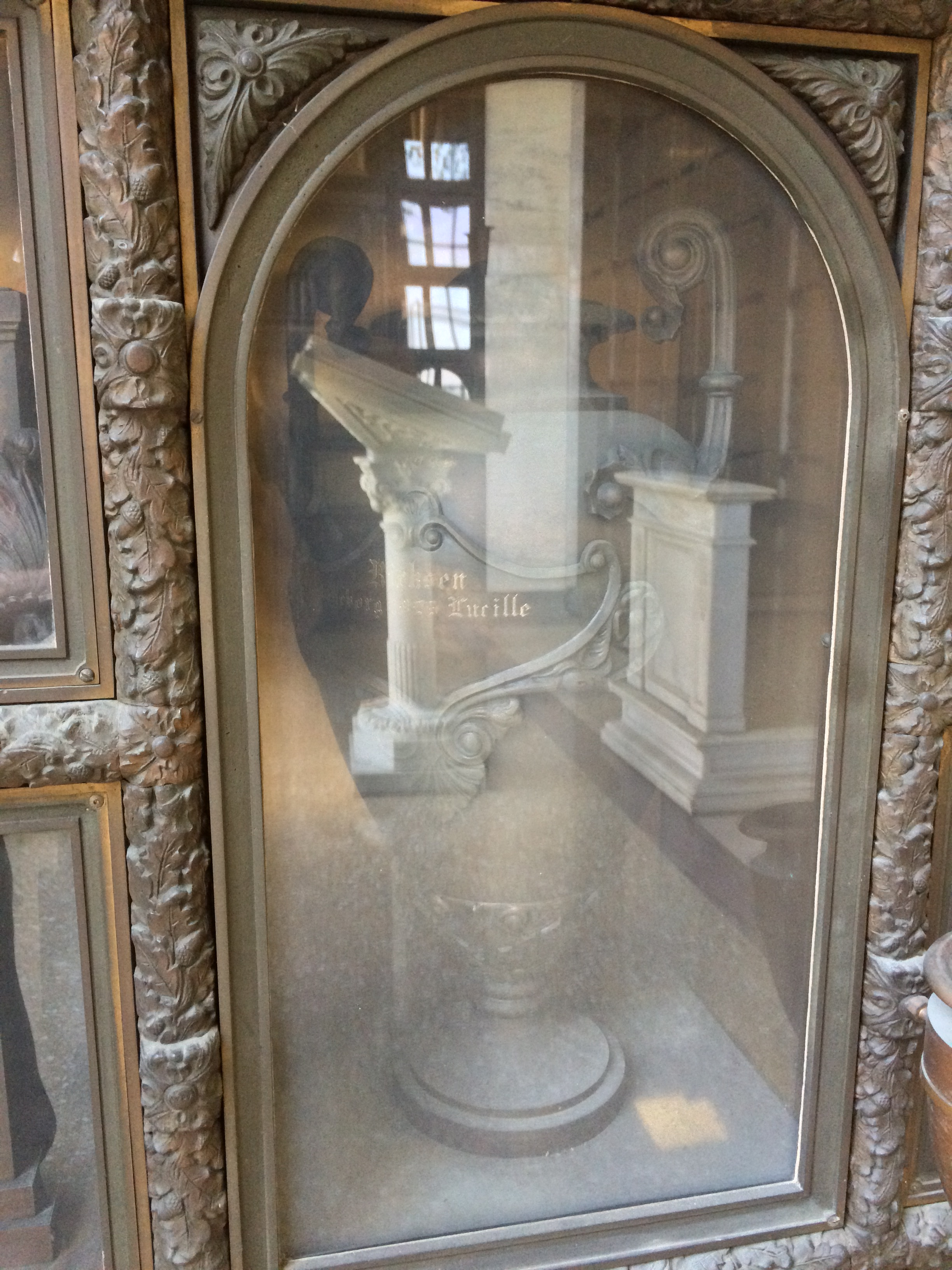
Nicho de Lucille Ricksen, en la Terraza Dahlia del Gran Mausoleo, Forest Lawn Glendale.

Mientras rodaba la comedia dirigida por Del Andrews The Galloping Fish en 1924 junto a los actores Sydney John Hawkes y Louise Fazenda, Ricksen enfermó. A lo largo de ese año actuó con papeles de importancia en diez películas, incluyendo el drama popular The Painted Lady, con George O'Brien y Dorothy Mackaill. Sin embargo, a principios de 1925, la actriz, que entonces tenía catorce años, empeoró y se le diagnosticó una tuberculosis.
La última actuación para el cine de Lucille Ricksen sería al lado de Claire Windsor y William Haines en el drama The Denial, filmado en 1924 y estrenado en 1925. 
Postrada en cama los últimos meses de su vida, tuvo a su madre, afligida, en vigilia constante a su lado. Estando a su lado, en febrero de 1925 su madre sucumbió a un fatal ataque cardiaco. Lucille Ricksen falleció dos semanas más tarde, el 13 de marzo de 1925, en Los Ángeles, California. Tenía catorce años.